# Geislingen (Zollernalb)
Pour les articles homonymes, voir Geislingen.
Geislingen est une ville de Bade-Wurtemberg (Allemagne), située dans l'arrondissement de Zollernalb, dans la région Neckar-Alb, dans le district de Tübingen à côté de Balingen environ 70 kilomètres au sud-ouest de Stuttgart.

L'église paroissiale catholique St. Ulrich à Geislingen à la route de passage

## Géographie

### Communes limitrophes
| Rosenfeld | Haigerloch              | Haigerloch |
| Rosenfeld | Geislingen              | Balingen   |
| Rosenfeld | Dormettingen Dautmergen | Balingen   |

## Politique et administration

### Jumelages
- Ruoms
- Treiso